# Margarinotus solskyi
Margarinotus solskyi är en skalbaggsart som först beskrevs av Schmidt 1890.  Margarinotus solskyi ingår i släktet Margarinotus och familjen stumpbaggar. Inga underarter finns listade i Catalogue of Life.